# Junetina
Junetina ali junčevina je meso je meso 12 do 14 mesecev starega in na poseben način pitanega goveda. Po zakonu mora ob zakolu govedo tehtati med 380 do 450 kg. 
Živali so v mladosti polnomesnate, razmerje med kostmi, maščevjem in mesom pa je v prid mesa. Na splošno je na junetini malo loja, le meso junic ima nekoliko višjo vsebnost maščob. Barva mesa je svetlo rdeča, svetlejša kot pri govedini in zaradi mehkobe mesa tudi bolj uporabljena v gostinstvu zaradi hitrejše priprave jedi.